# Manifestations de 2015 à l'université du Missouri à Columbia
En 2015, une série de manifestations à l'université du Missouri à Columbia contre le racisme, les inégalités sociales et la gestion de l'université ont entraîné la démission du président de l'université et du chancelier du campus de Columbia. Les démissions ont eu lieu après une série d'événements, notamment une grève de la faim par un étudiant et un boycott par l'équipe de football américain de l'université, chose rare dans le monde universitaire. Le mouvement était principalement dirigé par un groupe d'étudiants nommé Concerned Student 1950, en référence à l'année ou des étudiants noirs furent admis sur le campus de l’université. Deux films reprennent les événements des années 2015-16, l'un réalisé par les étudiants de l'école de journalisme du Missouri, et l'autre - « 2 Fists Up » - par Spike Lee. Certains allèguent que les manifestations ont eu comme conséquences la baisse des inscriptions et des subventions de l'université, d'autres évoquent plutôt comme causes de ces baisses les coupes budgétaires émanant de l'assemblée législative de l'État.

## Contexte
En 2010, deux étudiants blancs ont été arrêtés pour avoir déposé des boules de coton devant le Centre de la culture noire de Gaines/Oldham, un événement jugé comme un crime de haine puisqu'il se sert de l'imagerie du « cueilleur de coton » historique, emblématique de la période esclavagiste aux États-Unis, pour décrire l'ensemble de la culture afro-américaine. En 2011, un étudiant a été condamné avec mise à l'épreuve pour des graffitis à caractère raciste, dont une croix gammée dessinée avec des excréments humains dans un dortoir pour étudiants,. Ces événements ont mené à la création d'une initiative sur la diversité appelée « One Mizzou » sous la direction du chancelier Brady Deaton. Cette initiative a été abandonnée en 2015 car on craignait qu'elle n'ait perdu son sens,.
Le 12 septembre 2015, un post Facebook du président de l'union des étudiants, Payton Head, décrivant le fanatisme et le sentiment anti-gay qui régnaient sur le campus de l'université, attire l'attention,. Il témoigne d'un incident survenu à l'extérieur du campus : des personnes non identifiées à l'arrière d'une camionnette en mouvement ont proféré des insultes racistes à son égard. « Pour ceux d'entre vous qui se demandent pourquoi je parle toujours de l'importance de l'inclusion et du respect, c'est parce que j'ai vécu des moments comme celui-ci plusieurs fois dans CETTE université, ce qui m'empêche de me sentir inclus ici ». Le chancelier R. Bowen Loftin a qualifié l'incident de « totalement inacceptable » le 17 septembre 2015,.

### Protestations

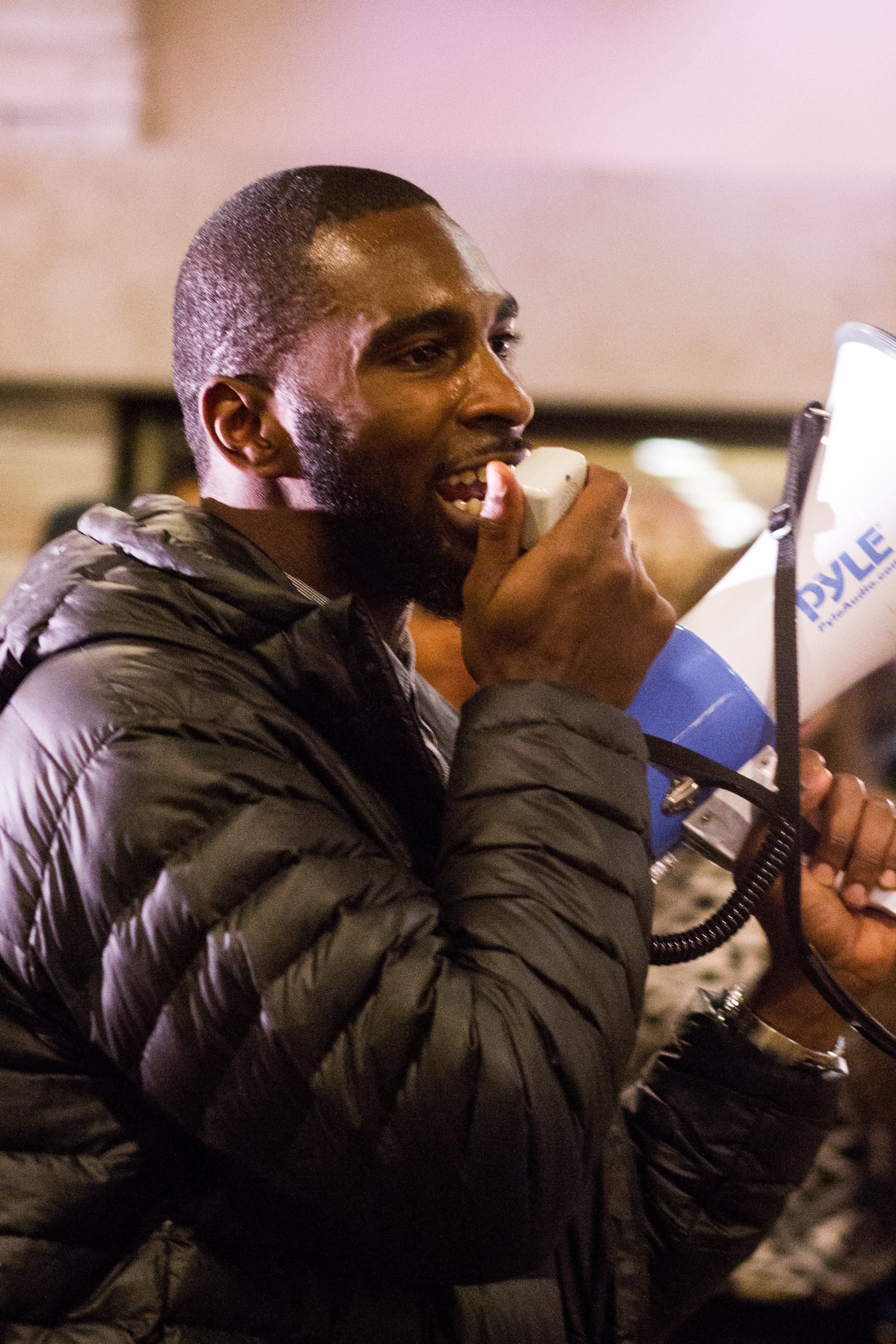
Un étudiant manifestant dans l'enceinte de l'université.

Les premières manifestations étudiantes ont eu lieu le 24 septembre 2015, lors d'un événement appelé « Racism Lives Here » (« le racisme vit ici »), où les manifestants ont affirmé que rien n'avait été fait pour répondre aux préoccupations de M. Head. Le 1er octobre, un deuxième événement « Racism Lives Here » a lieu avec 40 à 50 participants,.
Un incident impliquant un élève ivre, survenu le 4 octobre, a provoqué davantage de tensions raciales. Alors qu'un groupe d'étudiants afro-américains, la Legion of Black Collegians (LBC), se préparait à l'occasion d'une cérémonie d'accueil des anciens étudiants, un étudiant blanc est monté sur scène avant qu'on lui demande de partir. L'étudiant aurait alors dit en partant : « Ces nègres deviennent agressifs avec moi », selon la LBC. C'est ce qui a incité le chancelier Loftin, alors en voyage hors des États-Unis, à enregistrer un message vidéo en réponse et à publier une déclaration disant que « le racisme et toute forme de préjugé sont odieux, insidieux et préjudiciables à Mizzou [surnom de l'université]... C'est pourquoi nous devons tous nous engager à changer la culture de cette université ». C'est dans la foulée de ces événements que fut créé le groupe d'étudiants « Concerned Student 1950 ».
Le 24 octobre, une plainte est déposée après qu'une croix gammée a été découverte sur un mur d'une salle de bain d'un dortoir du campus, réalisée avec des excréments humains,. Le département à la vie étudiante a déposé des photographies du frottis fécal dans un rapport d'incident qualifié de crime haineux, et le directeur du département a envoyé un courriel à un certain nombre de personnes sur le campus, notamment à l'organisation Hillel (plus grande organisation universitaire juive du monde), pour demander des renseignements sur les activités antisémites sur le campus. L'enquêteur de l'université a noté dans un courriel que la croix gammée « avait peut-être pour but d'offenser et de menacer une plus grande population au sein de la communauté universitaire que simplement les étudiants juifs ».
Le 3 novembre, un étudiant, Jonathan Butler, entame une grève de la faim, promettant de ne pas manger jusqu'à ce que le président de l'université démissionne. L'une des raisons invoquées par Butler était que la voiture de Wolfe l'avait renversé lors d'une manifestation à son encontre durant la parade d'accueil des anciens étudiants. Alors que les élèves faisaient face au président en croisant les bras devant son véhicule, une vidéo montre Butler avançant vers le véhicule, aboutissant à un léger contact. Aucune accusation n'a été retenue par la police au sujet de cet incident,.
Le manifestant déclare alors que « M. Wolfe a amplement eu l'occasion de mettre au point des politiques et des réformes qui pourraient changer l'état d'esprit de Mizzou vers une direction plus positive, mais à chaque fois il ne l'a pas fait ». Butler a plus tard cité sa participation aux manifestations de Ferguson en protestation de la mort de Michael Brown en 2014 comme la principale source d'inspiration de ses actions.
Le 7 novembre, alors que des centaines d'étudiants potentiels inondent le campus de Mizzou pour la journée de recrutement de l'université, les manifestants interviennent avec une « visite guidée » des incidents racistes ayant eu lieu dans l'université, à commencer par 2010 avec la dispersion de boules de coton sur la pelouse du Centre de culture noire de Gaines/Oldham jusqu'aux événements plus récents tels que l'utilisation d'épithètes raciales à l'encontre de deux jeunes femmes de couleur en dehors du centre récréatif de l'université.
Le 8 novembre, les footballeurs noirs annoncent qu'ils ne s'entraineraient ou ne joueraient plus jusqu'à la démission de Wolfe, ce qui pourrait coûter à l'université une amende de 1 million de dollars s'ils devaient renoncer à un match contre l'université Brigham-Young. Le commissaire au football de la Southeastern Conference fait alors une déclaration disant : « Je respecte les étudiants-athlètes du Missouri pour s'être engagés sur des questions importantes et j'espère que les préoccupations au centre de cette question seront résolues de manière positive ». Le département d'athlétisme de Mizzou a également indiqué son soutien pour les joueurs.
Toutes ces manifestations finissent par attirer l'attention des médias locaux, régionaux et nationaux, principalement grâce à l'engagement de l'équipe de football américain de l'université. En effet, il est assez rare pour une équipe de s'engager politiquement hors du cadre purement sportif,.

### Polémique liée à la perte de l'assurance maladie pour les étudiants diplômés
Une autre raison de la grève de la faim de Butler venait du fait que « les étudiants diplômés voyaient leur assurance-maladie disparaître ». En août 2015, l'université publie une déclaration à l'intention des étudiants diplômés disant : « La Loi sur la protection des patients et les soins abordables empêche les employeurs de donner de l'argent aux employés pour qu'ils puissent souscrire une assurance maladie une fois sur le marché du travail. Les assistants d'enseignement et de recherche diplômés (diplômés mais travaillant encore au sein de l'université comme chercheurs) sont classés comme employés par l'IRS, donc ils tombent sous le coup de cette décision »,,. L'université était au courant des préoccupations soulevées par la Loi sur les soins abordables depuis le 21 juillet, mais elle avait reporté toute discussions avec les étudiants diplômés jusqu'à ce qu'elle annonce le 14 août que les subventions seraient réduites, la veille de l'expiration des régimes d'assurance maladie des personnes concernées. Les conservateurs ont critiqué les manifestants pour avoir blâmé l'université de la perte de leurs assurances plutôt que l'Obamacare,,.

## Démissions
Le 8 novembre 2015, M. Wolfe réalise une déclaration dans laquelle il laisse entendre qu'il ne démissionnerait pas et qu'il était « ouvert au dialogue concernant toutes les questions sociétales très complexes qui touchent notre communauté universitaire ».
Le 9 novembre, cependant, Wolfe annonce sa démission. Le même jour, le chancelier Loftin a annoncé qu'il allait démissionner à la fin de l'année 2015 pour occuper un poste de chercheur à l'université. Son départ a été précipité par le Conseil des commissaires le 11 novembre, qui a transmis ses responsabilités au chancelier intérimaire Hank Foley. On a d'abord supposé son départ d'être une des conséquences directes des manifestations. Toutefois, contrairement à Wolfe, les manifestants n'avaient pas demandé qu'il se retire. Sa démission a été en fait la convergence de plusieurs insatisfactions soulevées par les administrateurs et le corps professoral, mécontent entre autres de sa méthode de gouvernance, du congédiement de certains administrateurs, et de la gestion de plusieurs incidents sur le campus notamment liés aux questions de racisme et d'expiration des assurances maladie des diplômés, alors au cœur des manifestations,,.
Les jours qui ont suivi l'annonce des démissions se sont déroulés dans une certaine confusion, des cours ont été annulés et le corps universitaire c'est retrouvée victime de menaces. Dans la soirée du 10 novembre, on a signalé que des véhicules et des individus non identifiés rodant dans les environs du campus pouvaient constituer une menace.

## Arrestation à Rolla
Un étudiant en informatique et en mathématiques de l'université des sciences et de la technologie du Missouri de Rolla a avoué après son arrestation être l'auteur d'un canular menaçant l'université. Un compte avec le même nom d'utilisateur que le sien s'est vanté sur Reddit d'avoir « trollé » Mizzou (surnom de l'université),,,.

## Réactions

### La polémique autour de Melissa Click

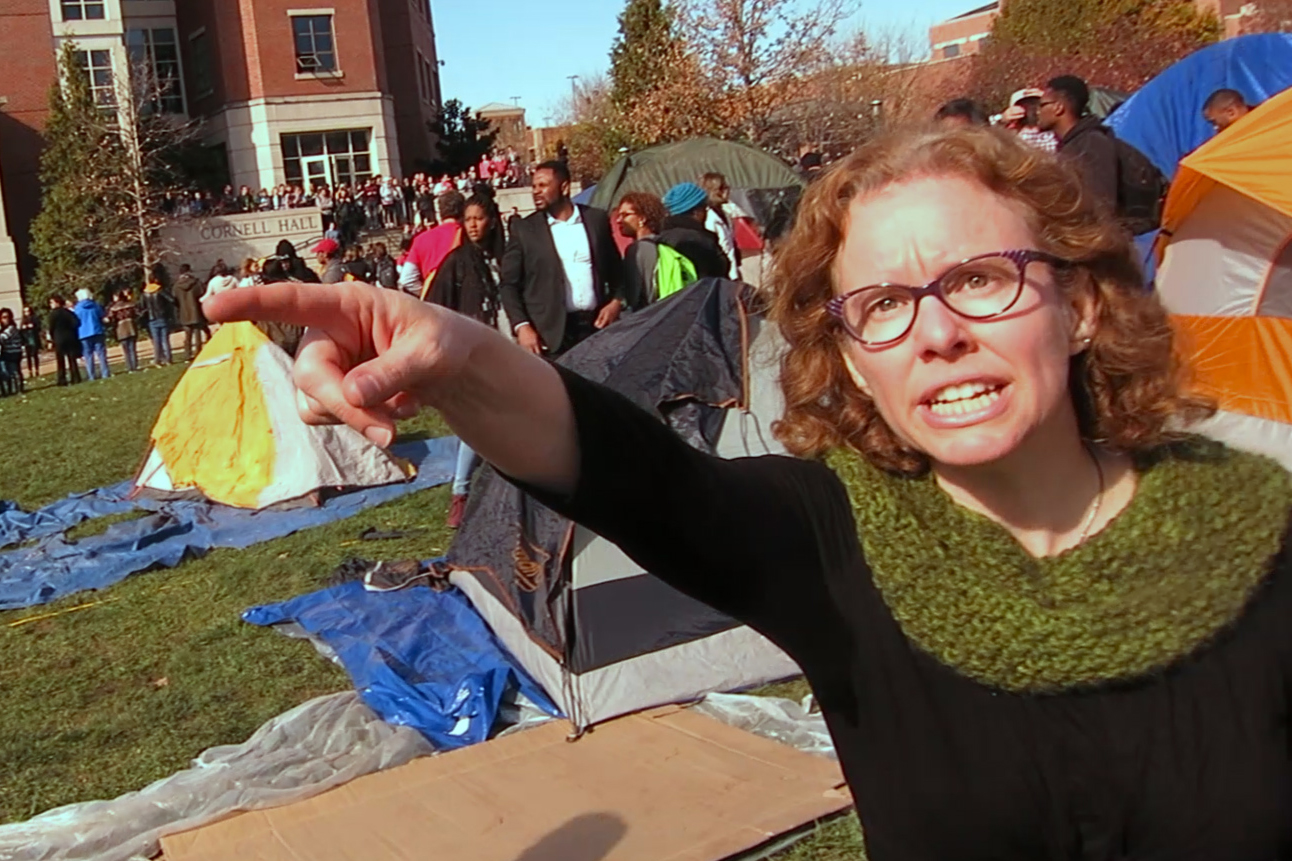
Une capture d'écran de la vidéo de Schierbecker rendue célèbre par les réseaux sociaux : Melissa Click dit à Schierbecker « vous devez partir », puis après : « J'ai besoin d'un peu de muscle par ici ».

Peu de temps après l'annonce des démissions, un conflit largement médiatisé entre le photojournaliste étudiant indépendant Tim Tai, en reportage pour l'ESPN, et les manifestants de Carnahan Quad éclata à l'endroit où ces derniers avaient érigé un campement. En tentant de couvrir l'événement, Tai s'est heurté aux réticences des manifestants, dont Melissa Click, professeure de communication à l'université du Missouri. Une vidéo de l'incident montrant des étudiants essayant d’empêcher Tai de prendre des photos a été enregistrée par un autre étudiant, Mark Schierbecker, et largement diffusée et commentée dans les médias grand public,,,,,.
Le lieutenant-gouverneur du Missouri, Peter Kinder, a publié le 9 novembre une déclaration de soutien aux journalistes qui couvraient les manifestations. Il a demandé qu'une enquête soit menée sur l'incident en déclarant : « On ne peut pas permettre au corps professoral et au personnel de choisir les droits, les points de vue et les libertés qui doivent être respectés. Je renouvelle mon appel à rétablir l'ordre sur le campus, pour que les droits de tous soient protégés ».
Ainsi, lendemain de l'incident, avec le support de Peter Kinder et d'autres, Concerned Student 1950 a distribué des tracts qualifiant la confrontation entre les journalistes et les manifestants de « source d'apprentissage » et invitant les étudiants à accueillir les médias sur le campus pour raconter les raisons des manifestations. Le groupe d'étudiants a également enlevé les affiches qui avaient été placées auparavant pour avertir les médias de ne pas s'approcher des camps d'étudiants. Trois employés de l'université du Missouri impliqués dans l'altercation se sont excusés par la suite, l'un d'eux, Melissa Click (dont l'appel à « un peu de muscle » pour retirer Schierbecker de la scène avait attiré beaucoup d'attention en raison de la vidéo), a démissionné de son poste symbolique à la Missouri School of Journalism,.
Le 5 janvier 2016, plus de 100 membres du corps enseignant ont signé une lettre ouverte pour défendre Click. D'autres ont également écrit des lettres de soutien à destination des médias locaux et nationaux.
Dans une nouvelle vidéo mise en avant par le Columbia Missourian en février 2016, Click a été montrée en train de crier des injures aux policiers alors qu'ils tentaient de dégager des étudiants protestataires d'une route lors du défilé d'accueil des anciens élèves. Click a défendu ses actions en disant qu'elle était désolée pour son langage, mais aussi qu'elle était désolée de devoir se mettre entre la police et les élèves pour protéger ses élèves.
Le 25 février 2016, le conseil d'administration de l'université du Missouri a voté à 4 contre 2 le renvoi de Click de l'université. À la suite de cette action, l'université du Missouri-Columbia a été inscrite sur la liste l'American Association of University Professors des établissements universitaires ne respectant pas les libertés fondamentales indu à tout établissement de ce type. Dans un entretien accordé à The Chronicle of Higher Education, Click a laissé entendre qu'un professeur issu d'une minorité n'aurait pas été traité aussi durement, en déclarant : « Je suis une femme blanche. Je suis une cible facile ». En 2017, l'université Gonzaga l'a engagée comme chargée de cours.

### Canular autour du KKK
Le 10 novembre 2015, le président de l'association des étudiants, Payton Head, poste un message alarmant sur Facebook supprimé par la suite. Il déclare alors : « Les élèves sont priés de prendre des précautions. Restez loin des fenêtres dans les résidences. Le KKK a été confirmé comme étant visible sur le campus. Je travaille avec la police du campus, la police de l'État et la Garde nationale ». Le major Brian Weimer, du service de police de l'école, répondit : « Il n'y a pas de Ku Klux Klan sur le campus ». Weimer a aussi dit que la Garde nationale n'était pas sur le campus. Payton Head s'est alors excusé en disant sur Facebook : « Je suis désolé de la désinformation que j'ai diffusée sur les réseaux sociaux ».
Le 11 novembre 2015, l'université est officiellement restée ouverte, bien que de nombreux cours ont été annulés à la suite de menaces sur les réseaux sociaux et par téléphone. Lors d'une réunion entre le caucus législatif noir du Missouri et des étudiants activistes, la police de l'université du Missouri a rapporté qu'un appel anonyme avait menacé le centre culturel noir d'Oldham,.
Un professeur, Dale Brigham, fut au centre d'une controverse lorsqu'il choisi d'administrer un examen noté pour le Nutritional Science 1034, en disant : « Si vous ne vous sentez pas en sécurité en venant en classe, alors ne venez pas en classe... Je serai là, et il y aura un examen dans notre classe », tout en donnant aux étudiants la possibilité de passer une session de rattrapage. Après que certains étudiants se soient plaints que le professeur ne prenait pas les menaces au sérieux, Brigham s'est excusé et a offert sa démission en disant : « Si mes dirigeants pensent que mon départ aiderait, je suis tout à fait d'accord. J'ai fait une erreur, et je ne veux pas causer plus de tort ». Cependant, l'université a refusé la démission plus tard ce jour-là,.
Gus T. Ridgel, l'un des neuf étudiants afro-américains inscrits à l'université du Missouri en 1950, « a été surpris et déçu par les incidents racistes à l'université qui ont provoqué un bouleversement sur le campus ».

### Autres manifestations
Les événements de l'université du Missouri ont inspiré d'autres manifestations de solidarité sur près de quatre-vingts autres campus aux États-Unis. Parmi ceux-ci, il y avait l'Ithaca College, l'université Yale, le Smith College, le Claremont McKenna College, l'Amherst College et l'université Brandeis.
Le 13 novembre, le doyen aux affaires étudiantes du Claremont McKenna College a démissionné, après que les manifestants eurent adopté des tactiques semblables à celles de l'université du Missouri, incluant une grève de la faim,.

### Président par intérim
Dans la soirée du 12 novembre, le conseil d'administration de l'université du Missouri a décidé, lors d'une réunion à huis clos, de nommer Michael Middleton, professeur de droit et vice-chancelier émérite, président intérimaire. Middleton, diplômé de l'université en 1968 et le troisième Afro-Américain à obtenir son diplôme en droit, il a récemment pris sa retraite de l'université après 30 ans de service,.

### Réactions dans le monde politique
Plusieurs candidats à la présidence ont exprimé leur opinion sur la démission des responsables de l'école :
- Donald Trump – « Je pense que les deux personnes qui ont démissionné sont des gens faibles et inefficaces », ajoutant : « Je pense que lorsqu'ils ont démissionné, ils ont mis quelque chose en marche qui va être un désastre pour une longue période de temps »[82].
- Ben Carson – « Les gens ont tellement peur de la police du politiquement correct qu'ils sont prêts à faire des choses irrationnelles pour les apaiser... ». « S'ils continuent à capituler tout le temps, nous allons être poussés plus loin dans la philosophie progressiste laïque. Il faut être courageux pour être libre »[82].
- Marco Rubio – « La liberté d'expression sur les campus semble être attaquée dans certaines des institutions prétendument les plus prestigieuses de ce pays... Dans le cas du Missouri, j'essaie toujours de savoir exactement ce qui a fait virer le président »[82].
- Bernie Sanders, dans une mise à jour Twitter - « Je suis à l'écoute de la conversation #BlackOnCampus. Il est temps de s'attaquer au racisme structurel sur les campus universitaires »[82].
- Jeb Bush – « D'après ce que je comprends, [Tim Wolfe] n'a pas répondu aux préoccupations légitimes concernant les actes de racisme sur le campus, et a peut-être raté une occasion d'essayer de guérir des blessures et de donner aux gens le sentiment que l'université n'avait aucune tolérance pour le racisme... Je ne sais pas, je n'ai pas suivi l’évènement avec autant d'attention, donc je ne peux pas dire si sa démission était appropriée ou non »[83].

Lors d'un entretien avec George Stephanopoulos d'ABC News, le président Barack Obama a félicité les manifestants, mais a mis en garde contre certaines tactiques de protestation qu'il a ressentie comme étouffant le dialogue ouvert à l'université du Missouri et dans d'autres campus. Il a dit : « Il y a clairement un problème dans l'université du Missouri, et cela ne vient pas seulement des étudiants. Ça vient de la faculté. Et je pense qu'il est tout à fait approprié pour les étudiants de protester de façon réfléchie et pacifique face à ce qu'ils considèrent comme des injustices ou de l'inattention face à des problèmes graves. Je veux des groupes d'étudiants activistes, tout comme je veux des groupes de citoyens activistes ».

### Renvoi des journalistes à une réunion du campus
Le 10 février 2016, Concerned Student 1950 a tenu une réunion sur le campus. La réunion avait été annoncée comme un « colloque » pour « étudiants noirs et étudiants de couleur ». Le groupe a demandé à tous les journalistes de partir avant le début de la réunion. Plusieurs reporters blancs ont dû quitter la salle. Cependant, un journaliste, Mark Schierbecker, le même vidéaste de l'altercation avec Melissa Click en novembre, a refusé et justifié son refus de partir en affirmant que la salle - qui n'était pas réservée - était un « espace public de discussions » ouvert aux étudiants et qu'il était un journaliste en affectation. Malgré le fait que la réunion se tenait dans l'enceinte du campus, le groupe a continué à lui demander de partir et a menacé d'appeler la police du campus. Au lieu de cela, le groupe s'est finalement dissous peu après le début de la réunion, avec l'intention de déplacer la réunion dans un endroit plus privé du campus.

### Inscription des étudiants et réaction des anciens élèves
En avril 2016, Jillian Melchor écrit dans la revue en ligne Heat Street, que selon des courriels internes passés en revue par son personnel et la National Review, l'université a souffert de sa réputation et de son image concernant la gestion des manifestations. Cette baisse de réputation s'est accompagnée par un déluge de correspondance très critique de la part des anciens étudiants, des donateurs et des familles d'étudiants actuels et potentiels qui s'en prennent à ce que l'administration considère comme une déférence injustifiée à l'égard des extrémistes du campus. Selon le rapport, il y a eu une forte diminution des dons, particulièrement au département des sports, où les dons ont diminué de 72 %. L'inscription en première année a également chuté d'environ 25 % et Melchor a affirmé que certains étudiants envisageaient de changer d'établissement. Au total, quelque 2 273 étudiants de moins se sont inscrits au campus de Columbia pour le semestre d'automne 2016, et les manifestations ont été en partie imputées à ce déclin.
La baisse ininterrompue des inscriptions et du financement a entraîné la poursuite des coupes budgétaires et donc des suppressions d'emplois. Le 15 mai 2017, Peléma Morrice, vice-doyenne adjointe à l'inscription, a déclaré au Columbia Daily Tribune que l'université avait étudié les causes de la baisse des inscriptions : « Il ressort clairement que la baisse des inscriptions est étroitement liée à nos problèmes de réputation auprès du public dans tout l'État et dans tout le pays ».
Selon le The New York Times, les inscriptions en première année pour le semestre d'automne 2017 sont en baisse de 35 % par rapport à il y a deux ans. Sept dortoirs ont été fermés temporairement et 400 postes ont été supprimés. « Les étudiants de toutes les couleurs de peaux ont fui le Missouri, mais la chute des inscriptions en première année l'automne dernier était étonnamment plus élevée chez les Noirs, à 42 %, que chez les Blancs, à 21 % ».